# Il frutto della tarda estate
Il frutto della tarda estate (تحت الشجرة) è un film del 2022 diretto da Erige Sehiri, al suo primo lungometraggio di finzione.
È stato scelto come film rappresentante la Tunisia nella categoria per il miglior film internazionale ai premi Oscar 2023.

## Trama
In Tunisia, donne, spesso giovani, e altre anziane, accompagnate da pochi uomini, sono impiegate nella raccolta dei fichi sotto la direzione di un supervisore ostile. Nel corso della giornata si formano relazioni, i giovani si corteggiano, altri ne approfittano per rubare o saldare conti.

## Distribuzione
Una versione work in progress del film è stata mostrata all'interno della sezione Final Cut della 78ª Mostra internazionale d'arte cinematografica di Venezia il 5-7 settembre 2021. Il film è stato poi presentato in anteprima il 21 maggio 2022 alla Quinzaine des Réalisateurs del 75º Festival di Cannes. È stato distribuito nelle sale cinematografiche italiane da Trent Film a partire dal 23 marzo 2023.

## Riconoscimenti
- 2022 – MedFilm Festival[5]
  - Menzione speciale al premio "Valentina Pedicini"